# 종군수첩
"종군수첩"은 1981년에 개봉한 대한민국의 영화이다.

## 캐스팅
- 박근형
- 유인촌
- 장미희
- 이영하
- 김해숙
- 이일웅
- 김진해
- 유영국
- 박암
- 김신재
- 장항선
- 김천만
- 이치우
- 김기종
- 이종만
- 장정국
- 이승일
- 김우석
- 홍민구
- 오희찬
- 유일문
- 강유일
- 이종철
- 최근재
- 이인옥
- 윤옥자
- 김진영